# Nébrodes

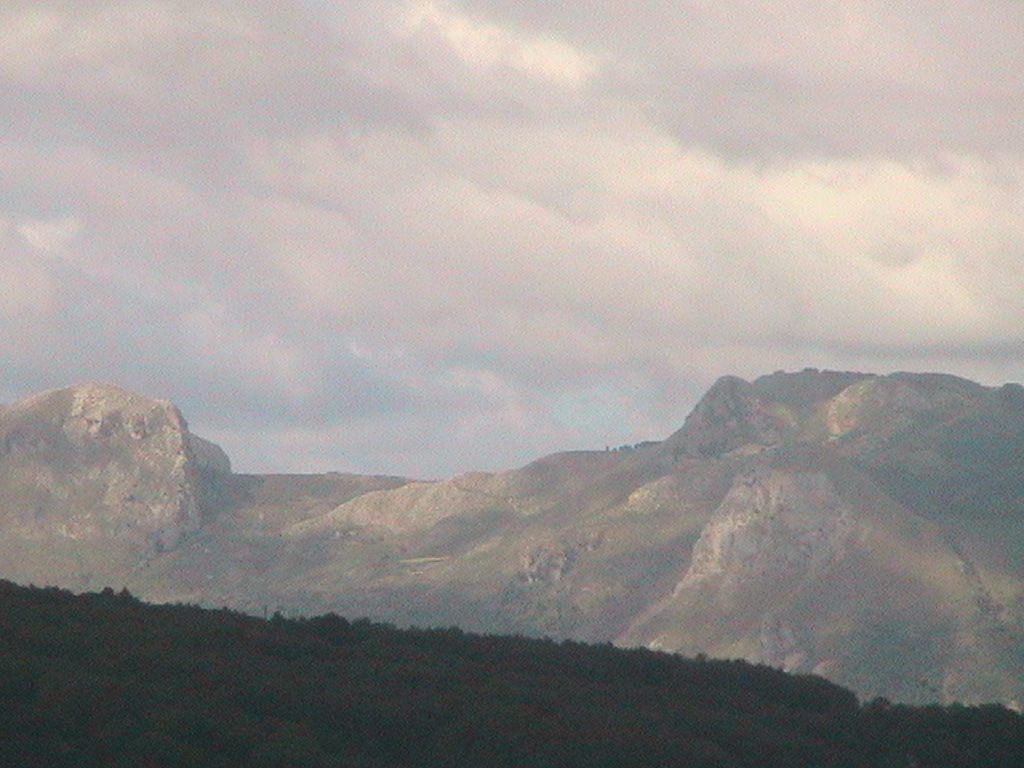
Les roches du Crasto vues de Ficarra

Les Nébrodes (en italien : Nebrodi) sont des montagnes du Nord de la Sicile, situées dans la province de Messine, et s'étendant de l'ouest à l'est de l'île.

## Sources
- Marie-Nicolas Bouillet  et Alexis Chassang (dir.), « Nébrodes » dans Dictionnaire universel d’histoire et de géographie, 1878 (lire sur Wikisource)